# توکتارکول
توکتارکول (انگلیسی: Tuktarkul) یک شهرک در شهرستان بوزدیاکسکی باشقیرستان کشور روسیه است.